# Leopoldius
Genre
Synonymes
- Brachiglossum Rondani, 1856

Leopoldius est un genre d'insectes diptères brachycères de la famille des Conopidae. Les adultes se nourrissent de nectar. Le comportement d'une grande partie de ces espèces est inconnu ; pour celles dont il a été étudié, la larve est obligatoirement endoparasite d'autres insectes, en particulier les hymenoptères et parmi eux, les guêpes sociales telles que Vespula germanica, V. vulgaris ou Polistes gallicus. L'espèce-type du genre est Leopoldius signatus.
Les 9 espèces du genre Leopoldius se rencontrent uniquement au sein de l'Écozone paléarctique dont 6 en Europe.

## Ensemble des espèces
Selon Jens-Hermann Stuke et Fauna Europaea (7 mars 2019):
- Leopoldius anatolii, Iran, Tadjikistan, Ouzbékistan
- Leopoldius brevirostris, Europe
- Leopoldius calceatus, Ouest et Centre de l'Europe et Tunisie
- Leopoldius coronatus, Europe
- Leopoldius diadematus, Europe
- Leopoldius japonicus, Japon
- Leopoldius shansiense, Chine
- Leopoldius signatus, Europe et peut-être Paléarctique
- Leopoldius valvatus, Europe

L'espèce Leopoldius cabrilsensis, découverte en 2000 à Barcelone, alors qu'elle était tombée dans une piscine entourée de végétation, est considérée comme synonyme de Leopoldius valvatus. Quant à l'iranienne Leopoldius pontifex, elle est synonyme de Leopoldius anatolii.

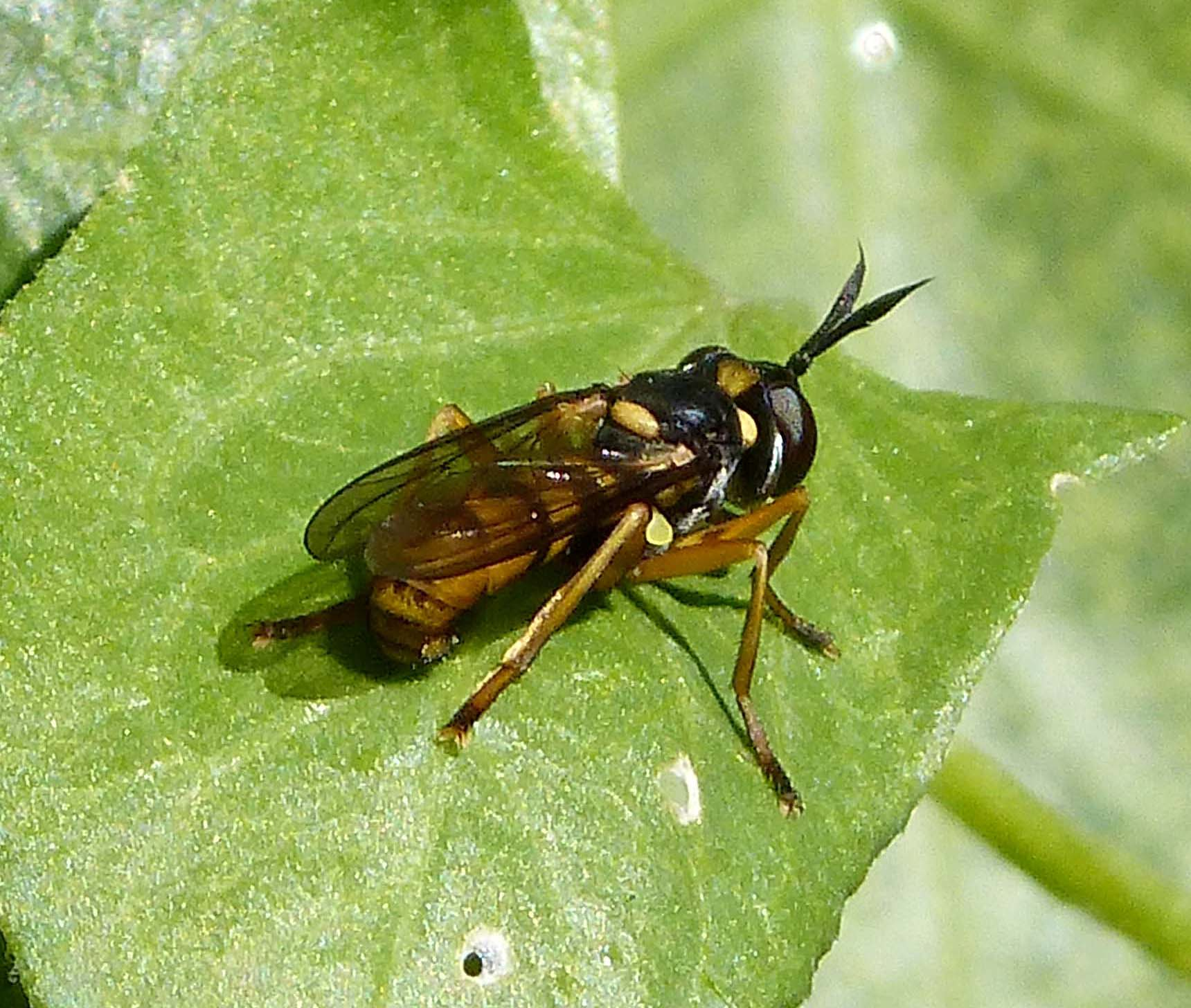
Leopoldius signatus, les ailes au repos (Herefordshire, Angleterre)
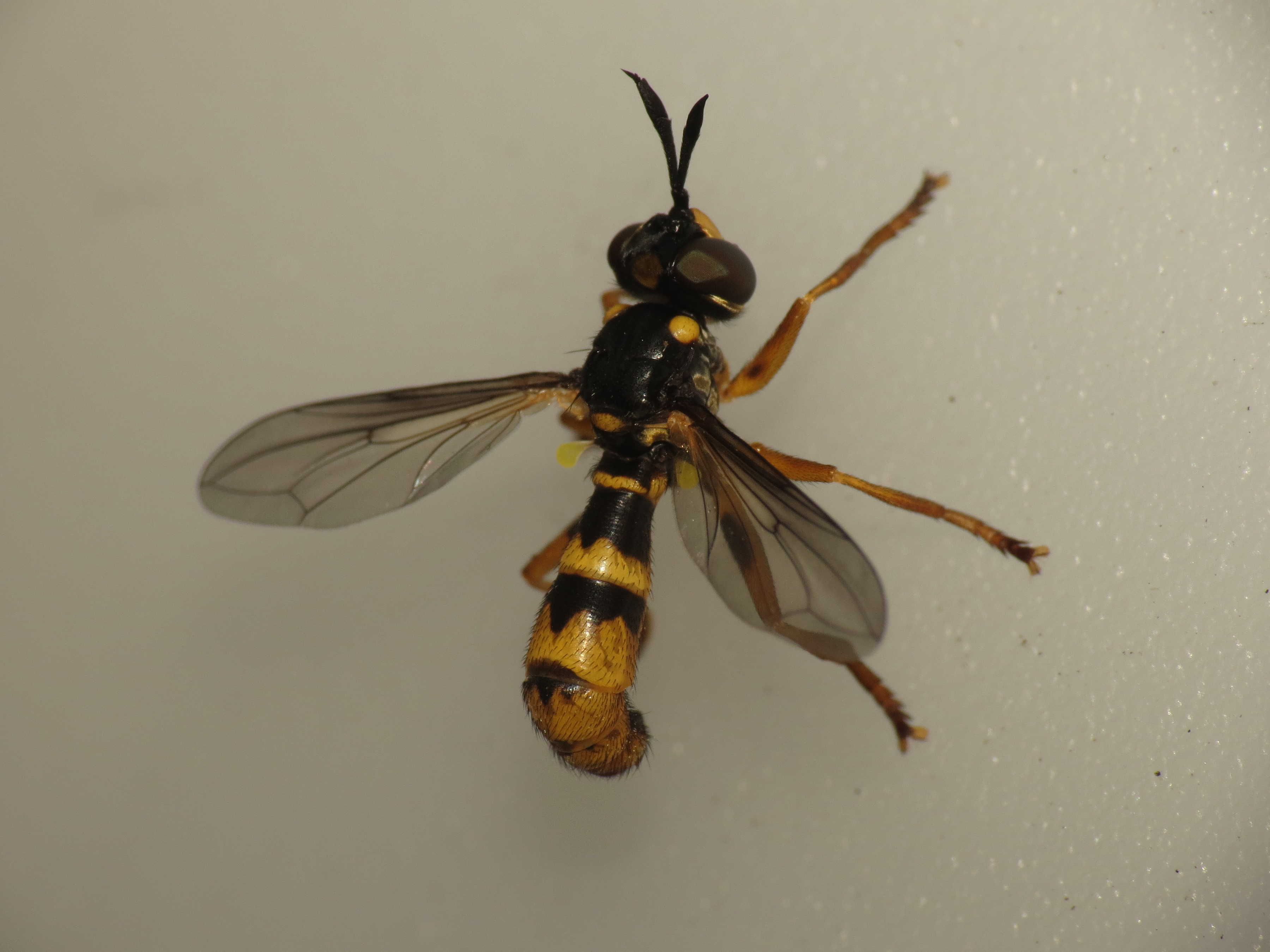
Leopoldius signatus (Danemark)
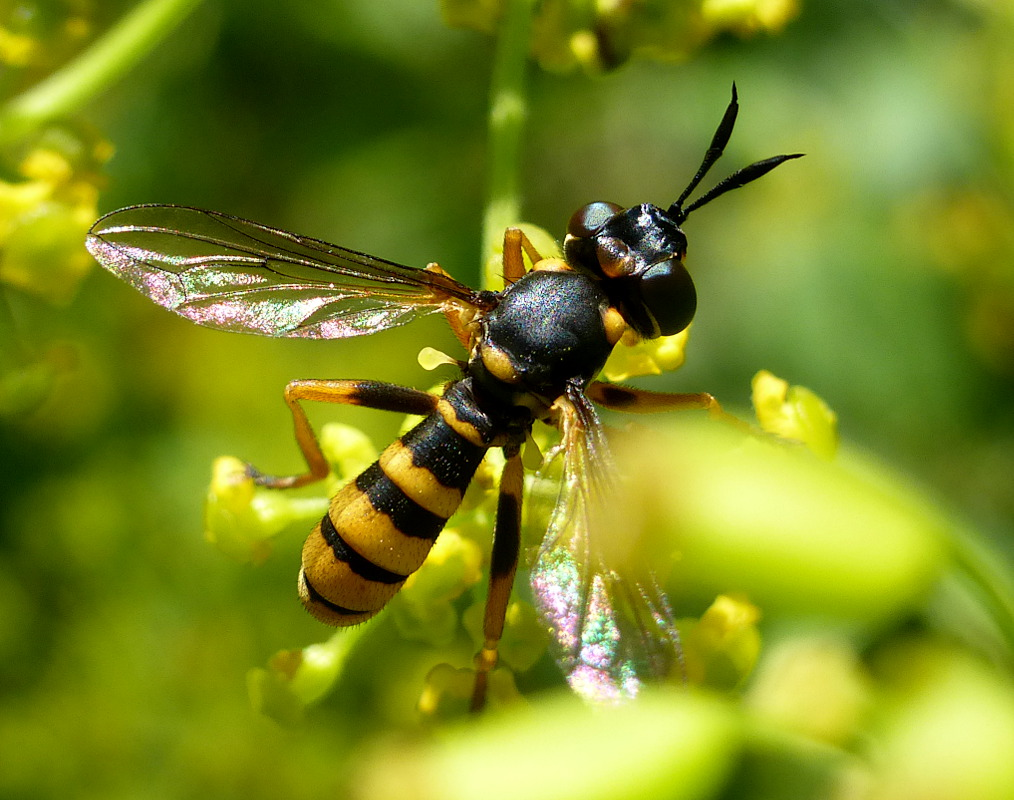
Leopoldius brevirostris (Slovaquie)
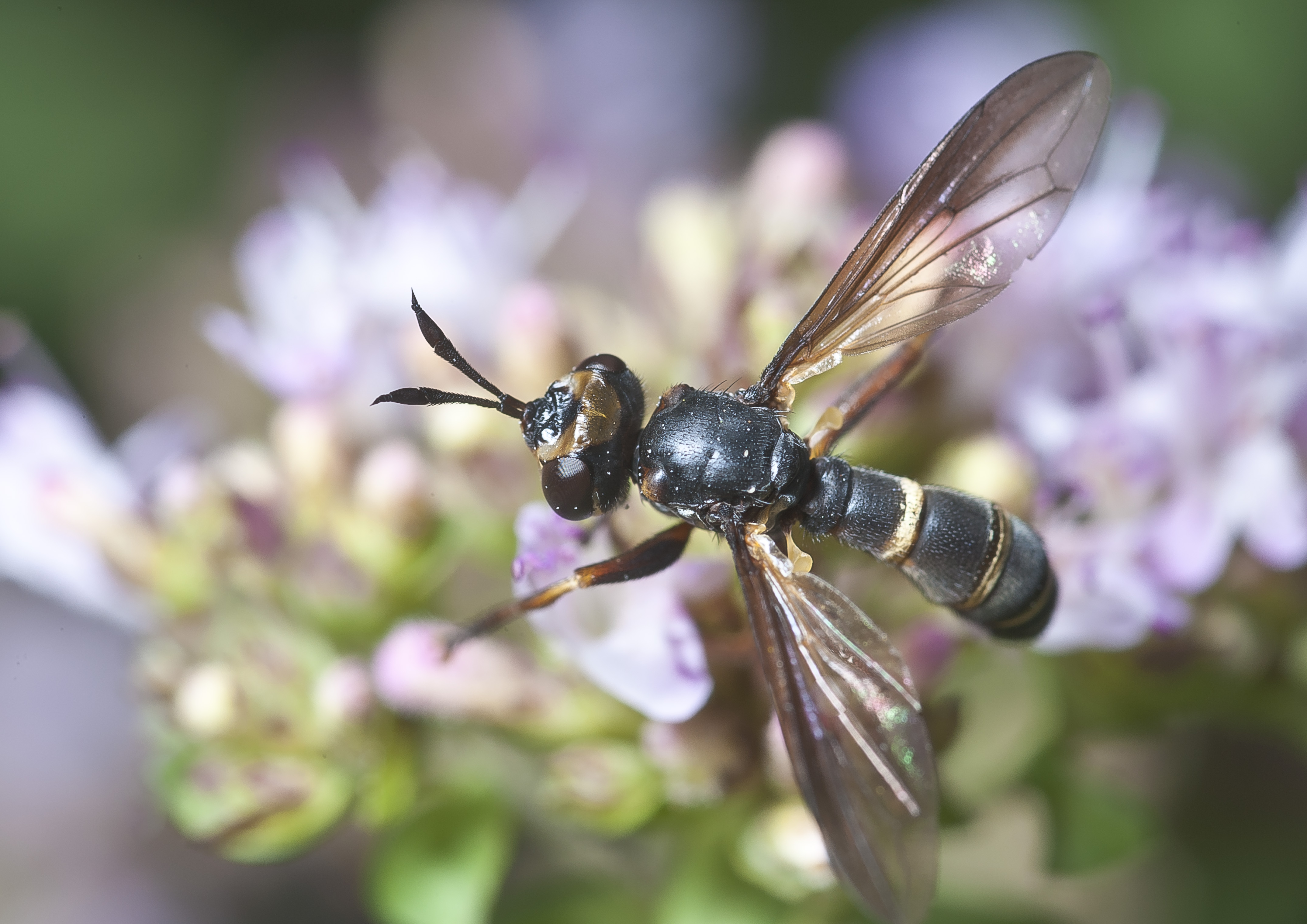
Leopoldius calceatus (Stuttgart, Allemagne)